# Dami Im

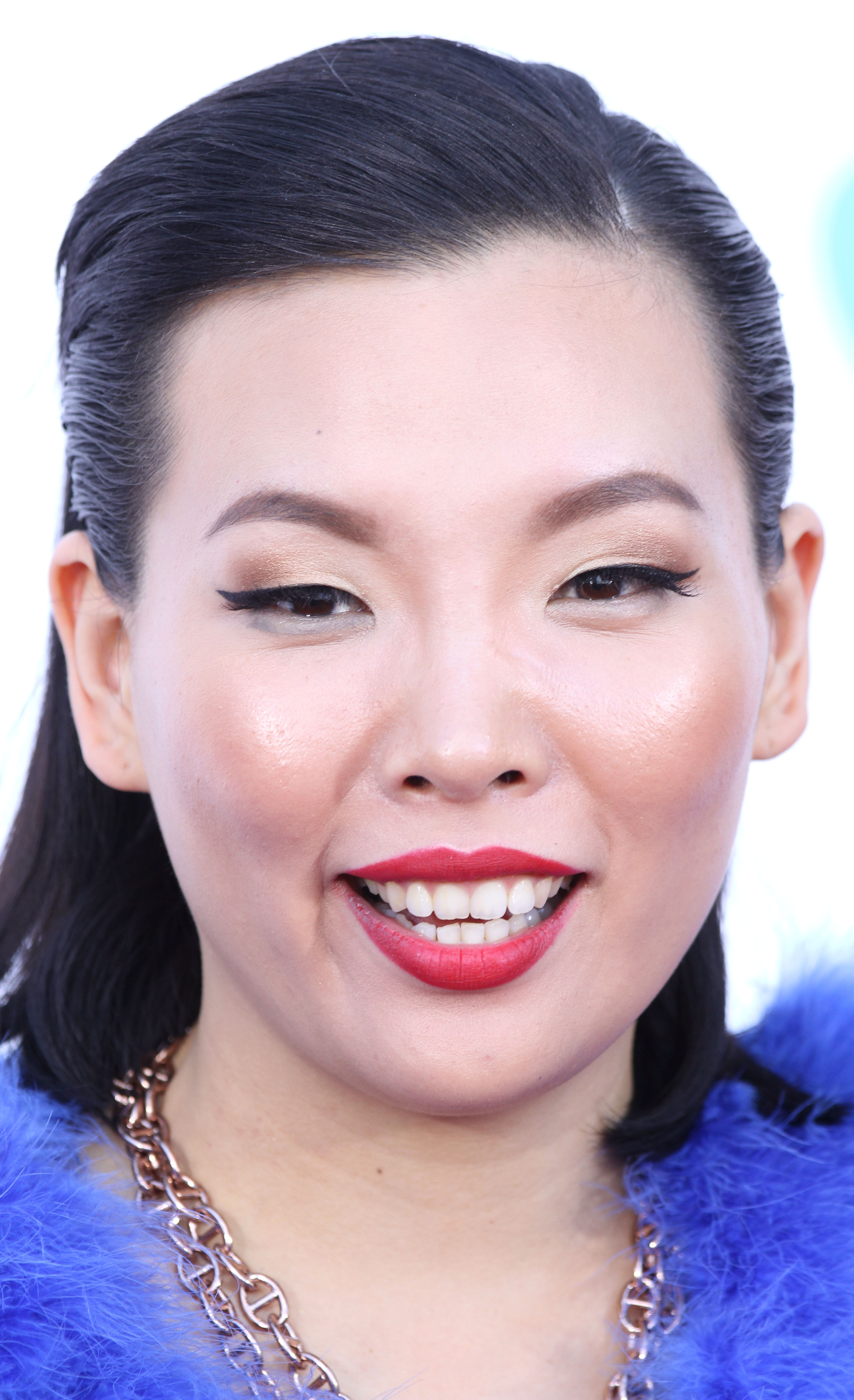
Dami en 2014

Dami Im, née le 17 octobre 1988 en Corée du Sud, et originaire de Daisy Hill dans le Queensland est une auteure-compositrice-interprète australo-coréenne.

## Biographie
En 2013, la chanteuse participe au télé-crochet The X Factor Australie de la saison 5, elle interprète "Hero" le titre de Mariah Carey.
Le 3 mars 2016, Dami est choisie pour représenter l'Australie au concours Eurovision de la chanson 2016 à Stockholm, en Suède.
Elle participe à la seconde demi-finale, le 12 mai 2016 avec sa chanson Sound of Silence (Le son du silence) où elle est qualifiée pour la finale, le 14 mai.
Bien qu'elle soit la première à récolter le plus de points (320) lors des votes des jurys pendant la finale, elle termine le concours à la deuxième position avec un total de 511 points juste derrière l'Ukraine (qui a récolté 534 points).
En 2020 elle participe à la 17e saison de Dancing with the Stars, version australienne de Danse avec les stars. Elle est éliminée une semaine avant la finale.

## Albums
| Titre              | détails                                                                                               | Classement | Classement | Certifications  | Ventes                     |
| Titre              | détails                                                                                               | AUS        | COR        | Certifications  | Ventes                     |
| ------------------ | --- | ---------- | ---------- | --------------- | -------------------------- |
| Dream              | - Sortie : 2010 (Corée), - Formats: CD, Téléchargement                                                | —          | —          |                 |                            |
| Dami Im (en)       | - Sortie : Novembre 15 2013 (Australie) - Label: Sony Music Australia - Formats: CD, digital download | 1          | 9          | - ARIA: Platine | - AUS: 78,000 (en 2013)    |
| Heart Beats (en)   | - Sortie : Octobre 14 2014 (Corée) - Label: Sony Music Australia - Formats: CD, téléchargement        | 7          | 32         |                 | - AUS: 3,693 (1re semaine) |
| I Hear a Song (en) | - Sortie : 2018                                                                                       | 3          | 11         |                 |                            |
| "—" non classé     | |            |            |                 |                            |

### Extended plays
| Titre        | détails                                                          |
| ------------ | ---------------------------------------------------------------- |
| Snow & Carol | - Sortie : 5 décembre 2011 (Corée) - Formats: CD, téléchargement |
| Intimacy     | - Sortie : 9 juillet 2012 (Corée) - Formats: téléchargement      |

## Singles

### Titres principaux
| "Alive" | 2013 | 1  | —  | —  | 29 | —   | —  | —  | —  |     | ARIA: Platine     | Dami Im           |
| "I Am Australian" (with Jessica Mauboy, Justice Crew, Nathaniel Willemse, Samantha Jade and Taylor Henderson) | 2014 | 51 | —  | —  | —  | —   | —  | —  | —  |     | Non-album singles | Non-album singles |
| "Jolene (Acoustic)"                                                                                           | 2014 | —  | —  | —  | —  | —   | —  | —  | —  |     | Non-album singles | Non-album singles |
| "Super Love"                                                                                                  | 2014 | 11 | —  | —  | 16 | —   | —  | —  | —  |     | ARIA: Platine     | Heart Beats       |
| "Gladiator"                                                                                                   | 2014 | 11 | —  | —  | —  | —   | —  | —  | —  |     | ARIA: Or          | Heart Beats       |
| "Smile" | 2015 | 48 | —  | —  | 63 | —   | —  | —  | —  |     | Non-album singles | Non album singles |
| "Sound of Silence"                                                                                            | 2016 | 5  | 69 | 57 | —  | 100 | 17 | 83 | 53 | 160 | Non-album singles | Non album singles |
| "—" non classé.                                                                                               |      |    |    |    |    |     |    |    |    |     |                   |                   |